# Dnjepar (raketa)
Raketa Dnjepar (ruski: Днепр; ukrajinski: Дніпро) bila je svemirska raketa-nosač nazvana po rijeci Dnjepru. Bio je to prerađeni interkontinentalni balistički projektil koji se koristio za lansiranje umjetnih satelita u orbitu, a njime je upravljao pružatelj usluga lansiranja ISC Kosmotras. Prvo lansiranje 21. travnja 1999. uspješno je u nisku kružnu orbitu od 650 km postavilo UoSAT-12, pokazni mini-satelit od 350 kg.

## Povijest
Dnjepar se temeljio na interkontinentalnoj balističkoj raketi R-36MUTTH, koju je NATO nazvao SS-18 Satan a koju je 1970-ih dizajnirao Dizajnerski biro Južnoje u Dnepropetrovsku u Ukrajinskoj SSSR.
Kontrolni sustav Dnjepar razvio je i proizveo JSC Khartron iz Harkova. Dnjepar je bila trostupanjska raketa koja je koristila hipergolična tekuća goriva koja su se mogla skladištiti. Lansirna vozila koja su se koristila za lansiranje satelita povučena su iz službe balističkih projektila Ruskih strateških raketnih snaga i pohranjena za komercijalnu upotrebu. Ukupno je 150 projektila prema određenim geopolitičkim protokolima o razoružanju dobilo dopuštenje za preinačenje za lansiranje satelita te su se mogli lansirati do 2020. godine. Dnjepar je lansiran s kozmodroma Baikonur u Kazahstanu pod ruskom kontrolom iz lansirne baze Dombarovsky u Orenburškoj oblasti u Rusiji.
U veljači 2015. nakon godinu dana zategnutih odnosa, uključujući Euromajdan i rusko-ukrajinski rat, Rusija je objavila da će prekinuti svoj zajednički program s Ukrajinom za lansiranje raketa Dnjepar i da nije više zainteresirana za kupnju ukrajinskih boostera Zenit, produbljujući probleme za ukrajinski svemirski program i njegovu posrnulu tvornicu Južmaš. Međutim, ISC Kosmotras je izvijestio da će nastaviti ispunjavati svoje obveze za tri lansiranja Dnjepara u 2015., od kojih se samo jedno dogodilo.
Do kraja 2016. nije došlo do daljnjeg lansiranja, a preostali kupci prebacili su se na alternativne pružatelje usluga lansiranja.
Milijarder Elon Musk pokušao je kupiti obnovljene rakete Dnjepar po niskoj cijeni od Rusije, ali se vratio praznih ruku nakon što nije uspio pronaći nijednu pristupačne cijene. To ga je dovelo do stvaranja uspješne privatne tvrtke za izgradnju raketa pod nazivom SpaceX.

## Performanse
Lansirno vozilo Dnjepar imalo je samo mali broj izmjena u usporedbi s balističkim projektilom R-36M u službi. Glavna razlika bili su adapter za terete smješten u modulu svemirske glave[što?] i modificirana jedinica za upravljanje letom. Osnovna verzija mogla je podići 3600 kg u 300-kilometarsku nisku Zemljinu orbitu na inklinaciji od 50,6° ili 2300 kg u 300-kilometarsku Sunčevu sinkronu orbitu pod inklinacijom od 98,0°. U tipičnoj misiji Dnjepar bi rasporedio veći glavni teret i sekundarni teret minijaturiziranih satelita i CubeSata.

## Neuspješno lansiranje
Povjerenstvo koje je istraživalo neuspješno lansiranje 26. srpnja 2006. zaključilo je da je kvar uzrokovan neispravnim radom pumpnog hidrauličkog pogona komore za izgaranje broj 4. To je uzrokovalo poremećaje koji su doveli do nestabilnosti okretanja oko uspravne osi i prevelikog zakretanja po druge dvije osi. Prestanak potiska dogodio se 74 sekunde nakon polijetanja. Mjesto pada nalazilo se 150 km od lansirne rampe, u nenaseljenom području Kazahstana. Otrovni pogonski plinovi zagadili su mjesto nesreće, zbog čega je Rusija morala platiti 1,1 milijun dolara odštete. Raketa korištena za ovo lansiranje bila je stara više od dvadeset godina. Procedure za lansiranje su promijenjene kako bi se spriječili budući kvarovi ove vrste.